# SX52 processzor
Az SX52 processzor az  Ubicom által tervezett és forgalmazott 8 bites mikrovezérlő-sorozat volt. Ez a típus a PIC architektúrán alapult és 52 csatlakozós kiszerelésben forgalmazták. Mikor a Parallax, Inc. megszerezte az SX mikrovezérlő-család tulajdonjogát, megszüntette a 18 és az 52 csatlakozós tokozásokat, így az SX18 és az SX52 processzorok elavultak és gyártásuk megszűnt. Jelenleg az SX processzorok 20, 28 és 48 csatlakozós tokozásokban állnak rendelkezésre. Az integrált áramköri lapkákat továbbra is az Ubicom gyártja, de azokat a Parallax-nak küldi a további kiszerelésre.

## Fordítás
Ez a szócikk részben vagy egészben  a   SX52 Processor című angol Wikipédia-szócikk ezen változatának fordításán alapul.  Az eredeti cikk szerkesztőit annak laptörténete sorolja fel. Ez a jelzés csupán a megfogalmazás eredetét és a szerzői jogokat jelzi, nem szolgál a cikkben szereplő információk forrásmegjelöléseként.